# Elisabetta Gallo
Elisabetta Gallo (Asti, 1º maggio 1921 – 30 settembre 2014) è stata una politica italiana.

## Biografia
Viene eletta nelle file del Partito Comunista Italiano alla Camera dei deputati, nella I Legislatura.